# Gråhuvad fiskörn
Gråhuvad fiskörn (Haliaeetus ichthyaetus) är en fåtalig asiatisk fisklevande fågel i familjen hökar.

## Utseende

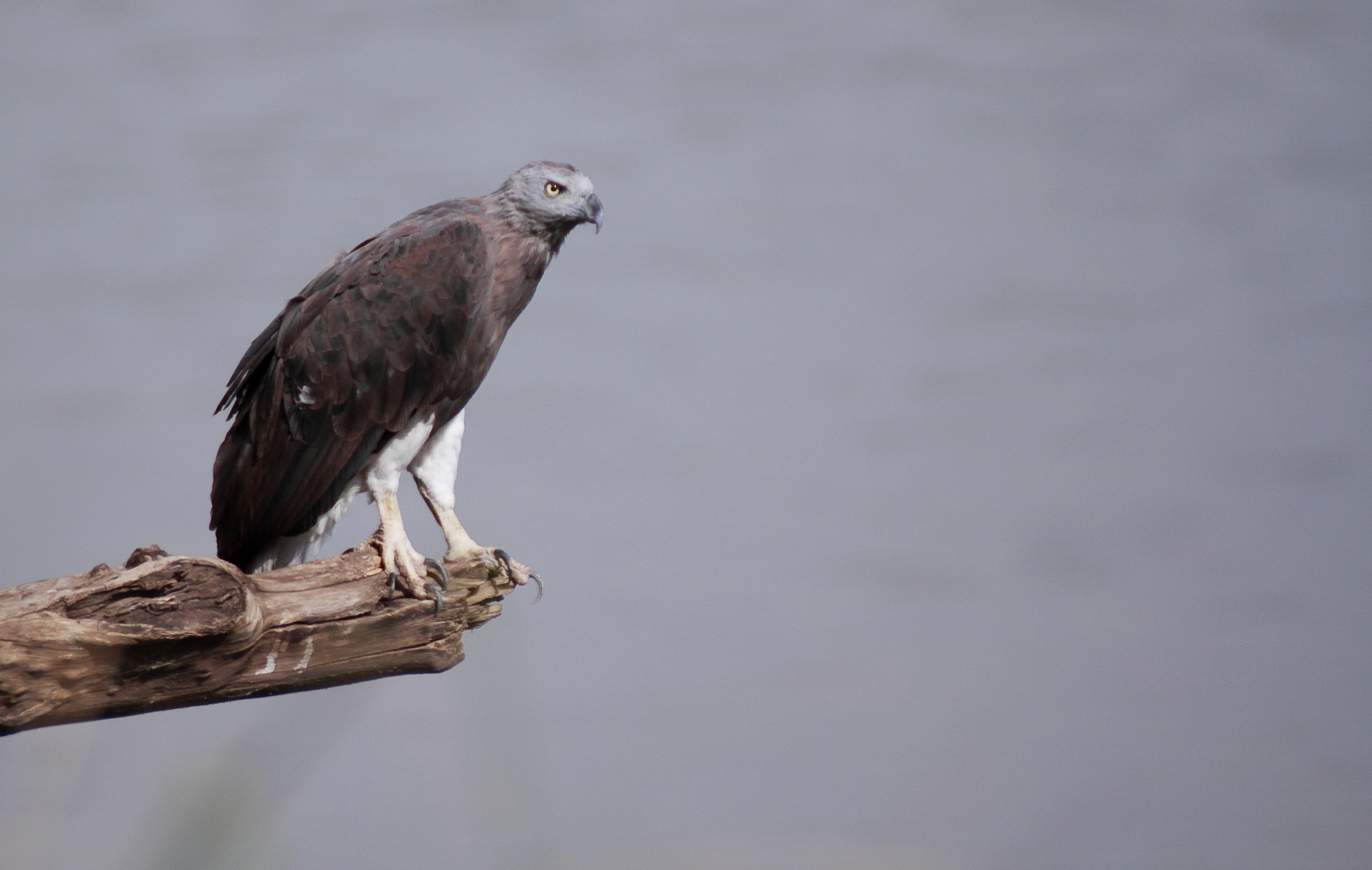
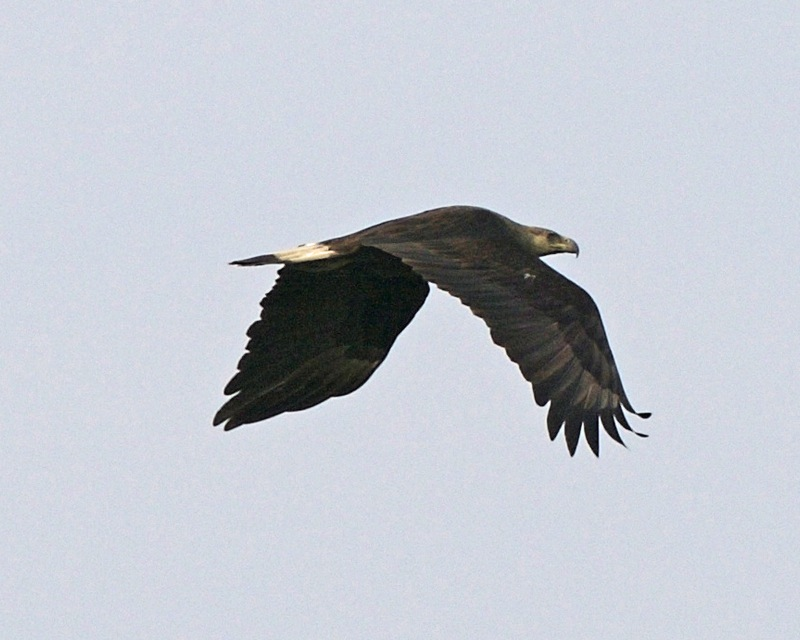
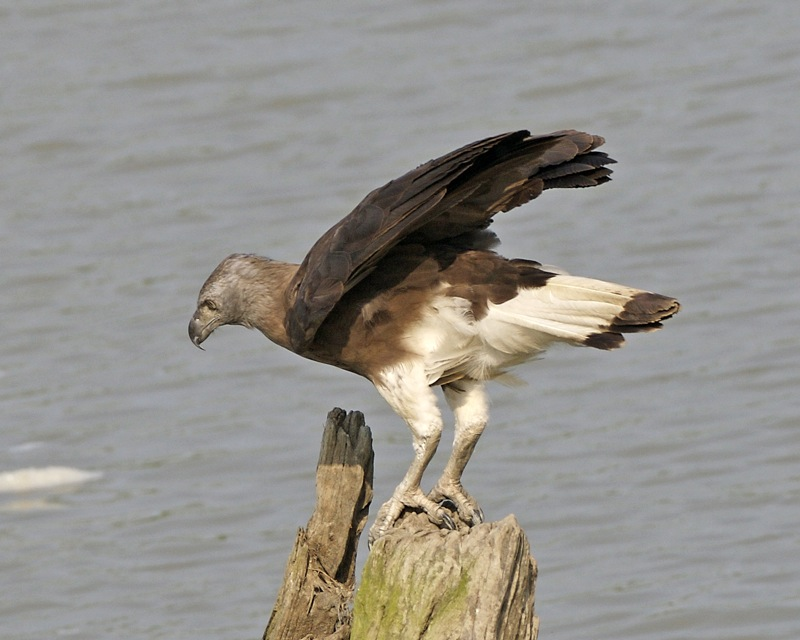
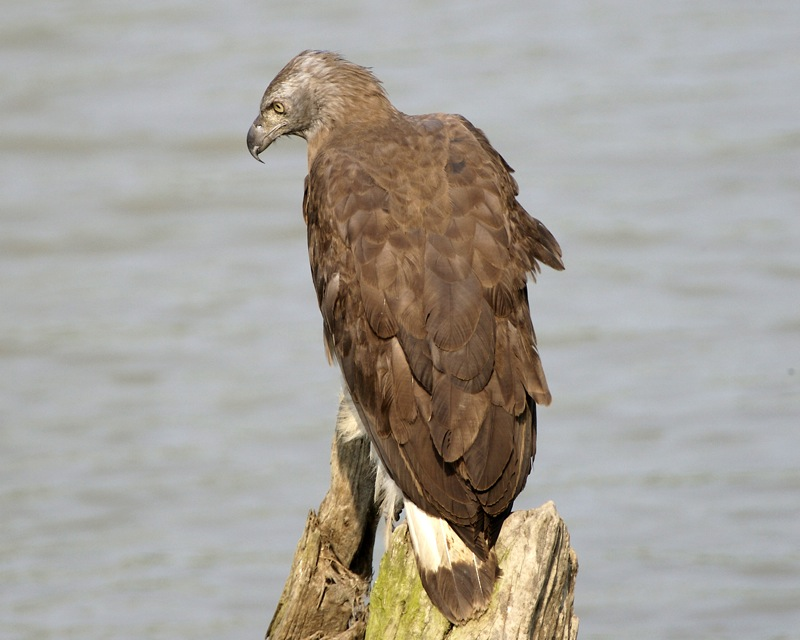

Gråhuvad fiskörn är en medelstor brungrå örn, med en kroppslängd på 61–75 cm och ett vingspann 155–170 cm, med rätt litet grått huvud och vit buk. Den skiljer sig från den liknande mindre fiskörnen genom sin större storlek, vita stjärt med svart ändband, mörkare och brunare ovansida och rostbruna bröst. Ungfågeln har ljust ögonbrynsstreck, kraftigt streckat huvud och ovansida samt vitaktig vingundersida med tydligt mörk vingbakkant.

## Utbredning och systematik
Gråhuvad fiskörn förekommer i låglänta områden från Indien till Sydostasien, Borneo, Java och Filippinerna. Den behandlas som monotypisk, det vill säga att den inte delas in i några underarter.

## Levnadssätt
Den gråhuvade fiskörnen hittas nära långsamt flytande floder och åar, sjöar och tidvattenlaguner i skogsområden, vanligen i låglänt terräng men lokalt upp till 1525 meters höjd. Studier av fiskörnar vid den kambodjanska sjön Tonle Sap visar att den kan vara beroende av stora och öppna träd att häcka i. Där verkar den livnära sig av fisk, men även vattenlevande ormar.

## Status och hot
Gråhuvad fiskörn är en vida spridd art, men är fläckvist utbredd och tros minska i antal till följd av jakt och habitatdegradering. Internationella naturvårdsunionen IUCN kategoriserar därför arten som nära hotad.